# Józef Mier
Józef Mier herbu własnego (ur. ok. 1730, zm. 1808) – wojewoda pomorski od 1790 roku, starosta buski w latach 1765-1773, starosta sokalski, hrabia austriacki od 1777 roku.
W 1766 roku był posłem na Sejm Czaplica z województwa bełskiego. Był członkiem konfederacji Sejmu Czteroletniego. 
Odznaczony Orderem Orła Białego w 1790, kawaler Orderu św. Stanisława od 1777.